# Pereš
Pereš (węg. Peres), oficjalnie Košice – mestská časť Pereš – dzielnica miasta Koszyce, część powiatu Koszyce II. Według danych z 2023 roku zamieszkiwana przez 2168 osób.